# Camp de Les Corts

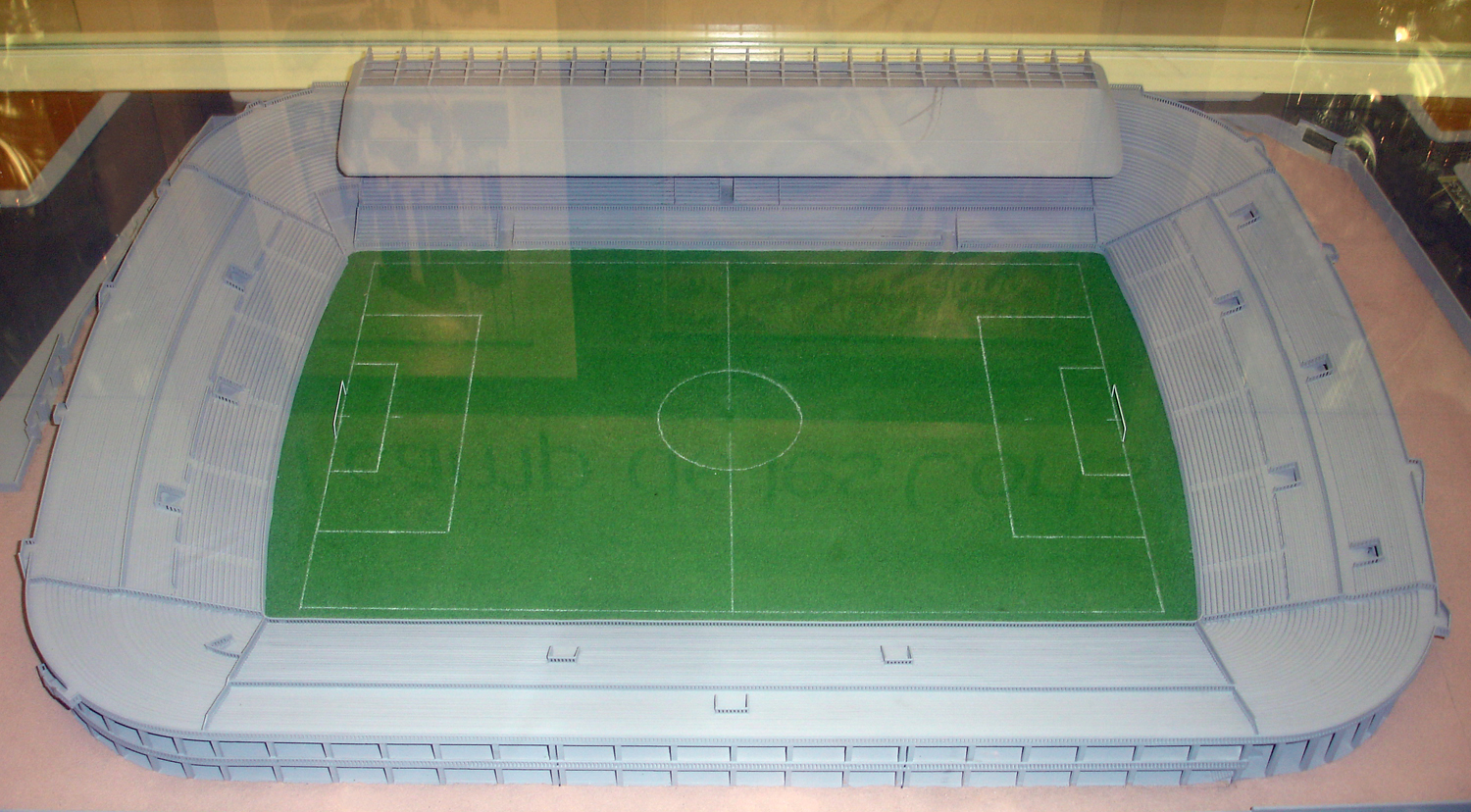
Maquette in het Museu Josep Lluís Núñez

Camp de Les Corts, ook wel bekend als Estadi Les Corts, is een voormalig voetbalstadion in de wijk Les Corts van Barcelona. Het was het thuisstadion van FC Barcelona tot de club verhuisde naar Camp Nou in 1957. Naast FC Barcelona speelde ook Club Deportivo Condal van 1934 tot 1970 in Camp de Les Corts.
Camp de Les Corts werd in 1922 geopend en het verving het stadion La Escopidora aan de Carrer Indústria uit 1909. De capaciteit van Camp de Les Corts bedroeg bij de opening 20.000 plaatsen. De eerste wedstrijd die het stadion werd gespeeld was een vriendschappelijke wedstrijd tussen FC Barcelona en het Schotse St. Mirren FC. Op 13 mei 1923 werd de finale van de Copa del Rey tussen Athletic de Bilbao en CE Europa in het Camp de Les Corts gespeeld en op 21 december 1924 was het stadion de locatie voor de interland tussen Spanje en Oostenrijk.
Op 24 juni 1925 vond in Camp de Les Corts een incident plaats die er toe leidde dat het stadion zes maanden gesloten zou worden. Tijdens een wedstrijd hadden de FC Barcelona-supporters de Marcha Real, het Spaans volkslied, met het gefluit begeleid. De dictatuur van Primo de Rivera was woedend hierover en als straf werd Camp de Les Corts voor zes maanden gesloten en FC Barcelona-voorzitter Joan Gamper werd uit Spanje verbannen omdat het Catalaans nationalisme zou hebben aangewakkerd.
In Camp de Les Corts groeide FC Barcelona uit tot een nationale topclub. De club trok steeds meer bezoekers en het stadion werd daarom meerdere malen uitgebreid tot een uiteindelijke capaciteit van 60.000 plaatsen. Verdere uitbreiding was uiteindelijk niet meer mogelijk en aan het begin van de jaren vijftig begon het clubbestuur met plannen voor een nieuw stadion.